# Alcalá del Valle
Pour les articles homonymes, voir Alcalá.
Alcalá del Valle est une ville d’Espagne, dans la province de Cadix, communauté autonome d’Andalousie.

## Géographie

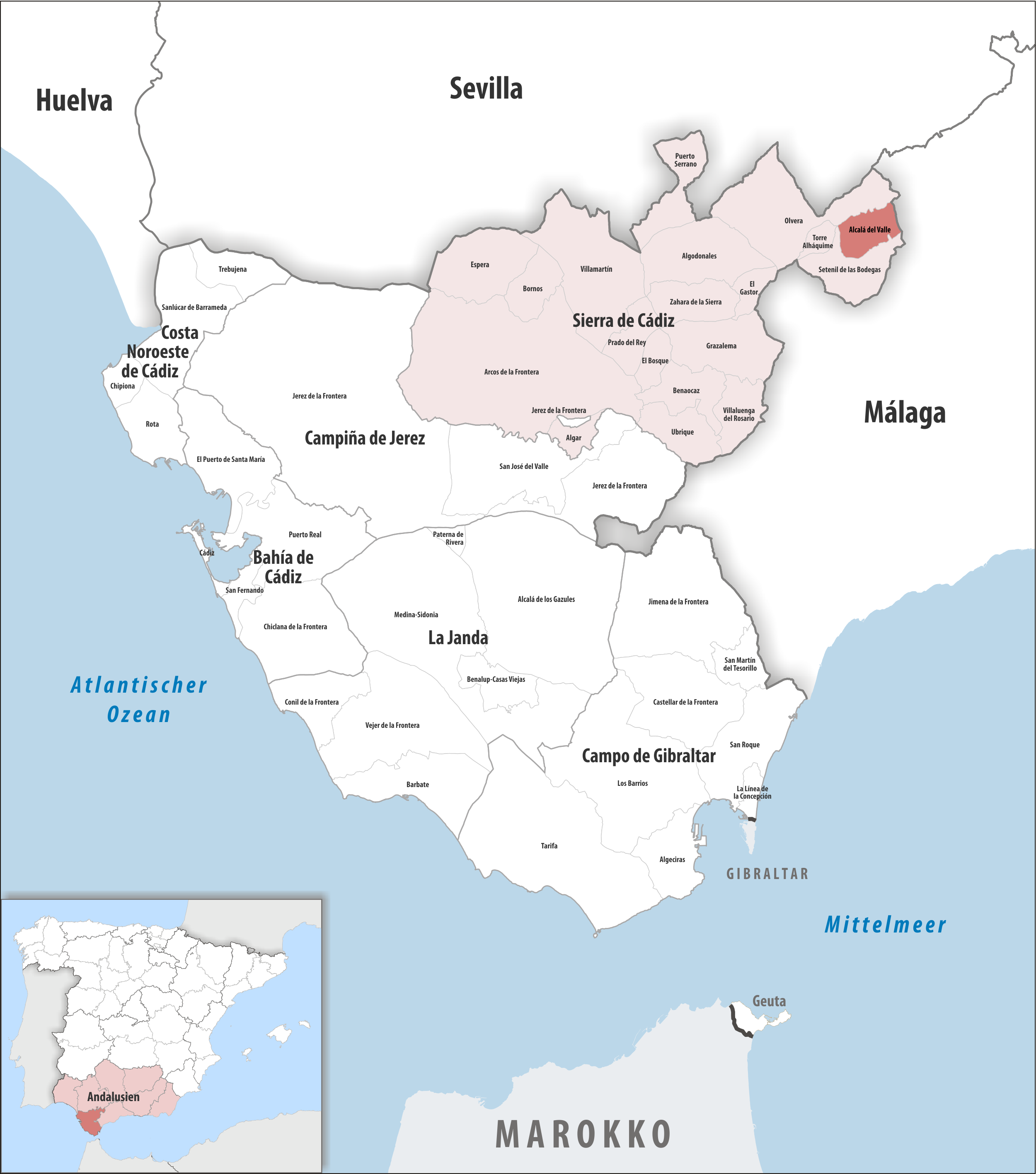
Alcalá del Valle dans la province de Cadix / en Andalousie

### Localisation
La commune d'Alcalá del Valle est dans la comarque de Sierra de Cadix, dans la pointe nord-est de la province de Cadix ; elle jouste la province de Malaga à l'est.
Malaga est à 96 km est-sud-est ;
Marbella à 84 km au sud-est ;
Algésiras et Gibraltar à 136 km sud-sud-ouest ;
Jerez de la Frontera à 118 km ouest-sud-ouest,
Cadix à 147 km au sud-ouest ;
Séville à 121 km au nord-ouest.

## Histoire
Les dolmens de los Tomillos sont sur la commune, à moins de 200 m de la limite de commune avec Olvera.

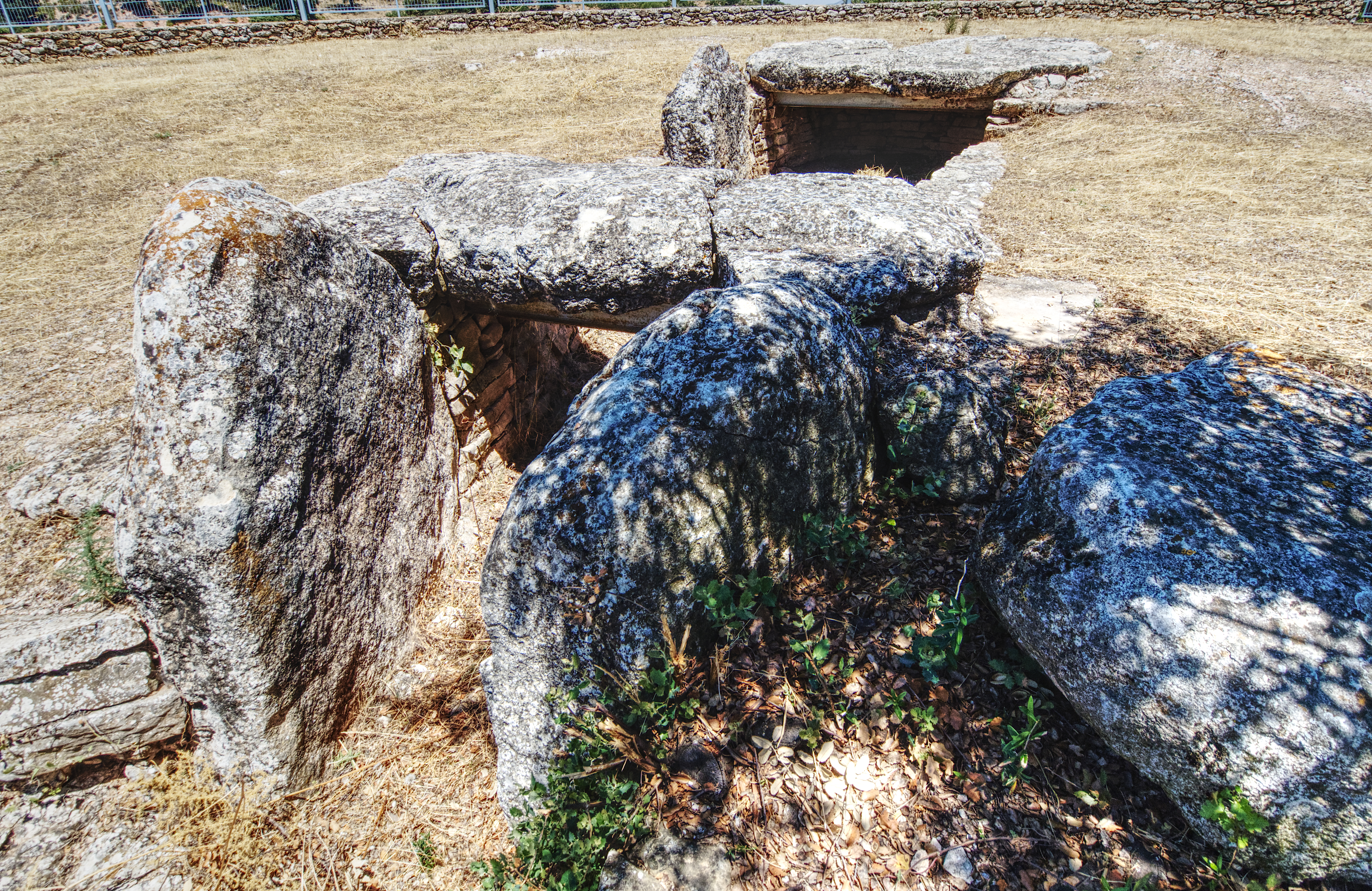
Dolmens de los Tomillos

## Administration
| Période                                  | Période | Identité | Étiquette | Qualité |
| ---------------------------------------- | ------- | -------- | --------- | ------- |
| N/A                                      | N/A     | N/A      | N/A       | Maire   |
| Les données manquantes sont à compléter. |         |          |           |         |

## Lieux et monuments
Romero de Torres donne en 1939 les photos de deux pièces de mobilier dans l'église principale d'Alcalá : de beaux fonts baptismaux en pierre sculptée et une chaire à prêcher en bois également finement sculpté.
La commune a aussi une chapelle du Cristo de la Misericordia,.

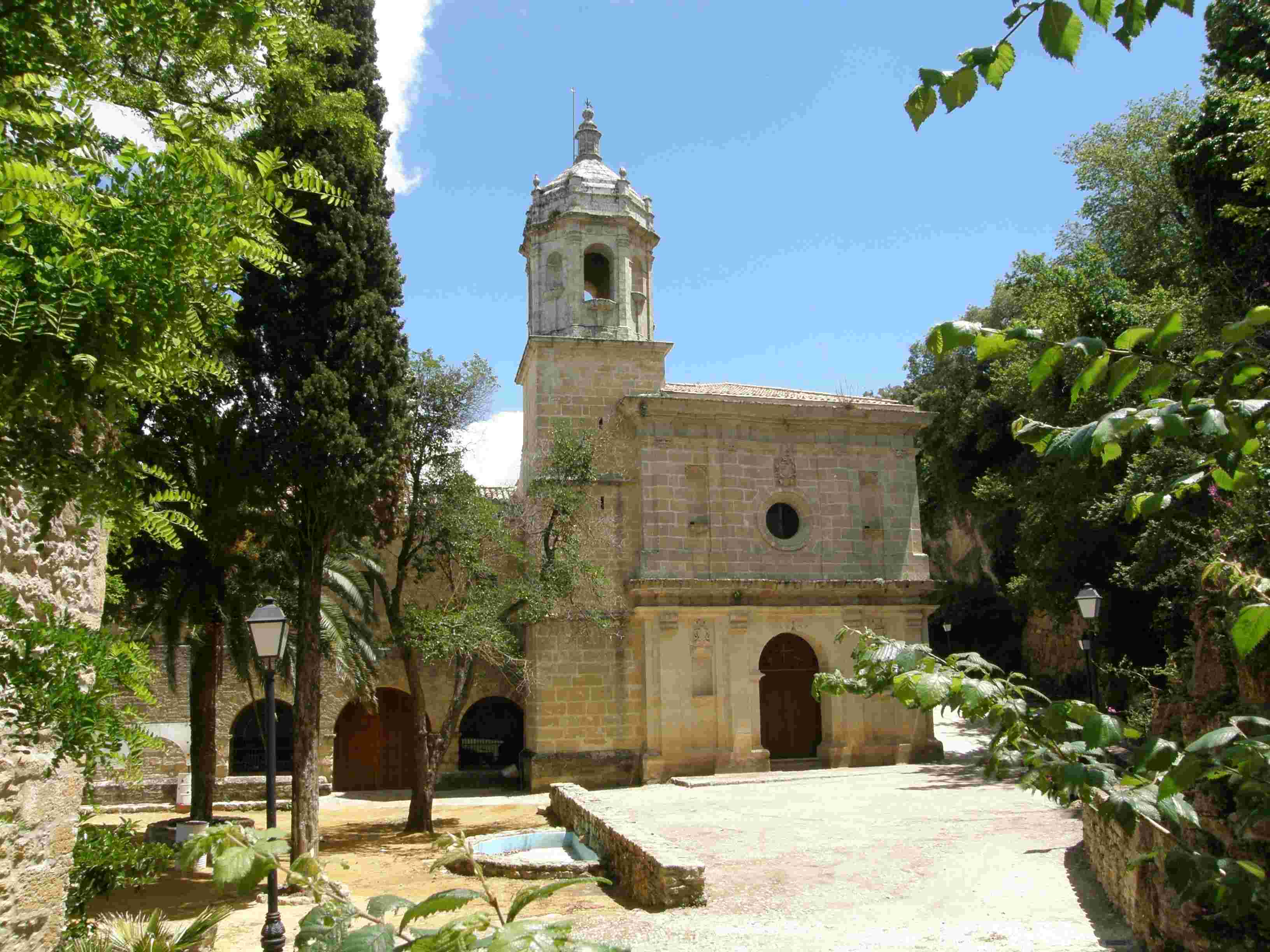
Ancien couvent franciscain de Caños Santos
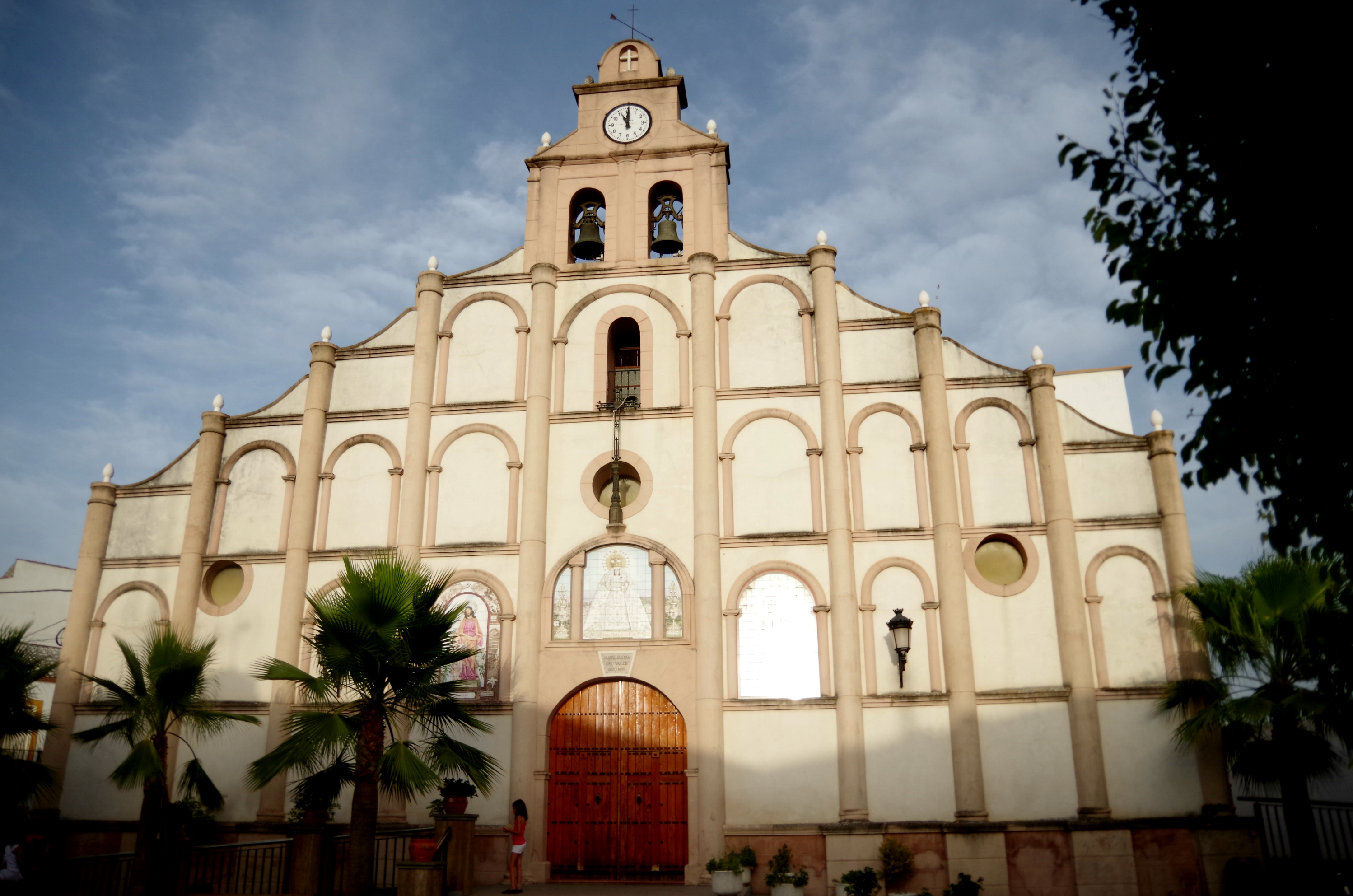
Église Santa María del Valle ou Nuestra Señora del Valle

Saint Roc (en espagnol san Roque), patron d'Alcalá, est fêté le 16 août avec une procession dans les rues de la ville.